# Talhaborg
Talhaborg (en francès Taillebourg) és un municipi francès situat al departament d'Òlt i Garona i a la regió de la Nova Aquitània.

## Demografia
| 1962                                       | 1968 | 1975 | 1982 | 1990 | 1999 | 2007 |
| ------------------------------------------ | ---- | ---- | ---- | ---- | ---- | ---- |
| 164                                        | 176  | 138  | 115  | 104  | 92   | 89   |
| Des de 1962: població sense dobles comptes |      |      |      |      |      |      |

## Administració
| Període | Identitat          | Partit |
| ------- | ------------------ | ------ |
| 1995-   | Jean-Pierre Vacque |        |